# قنبوس

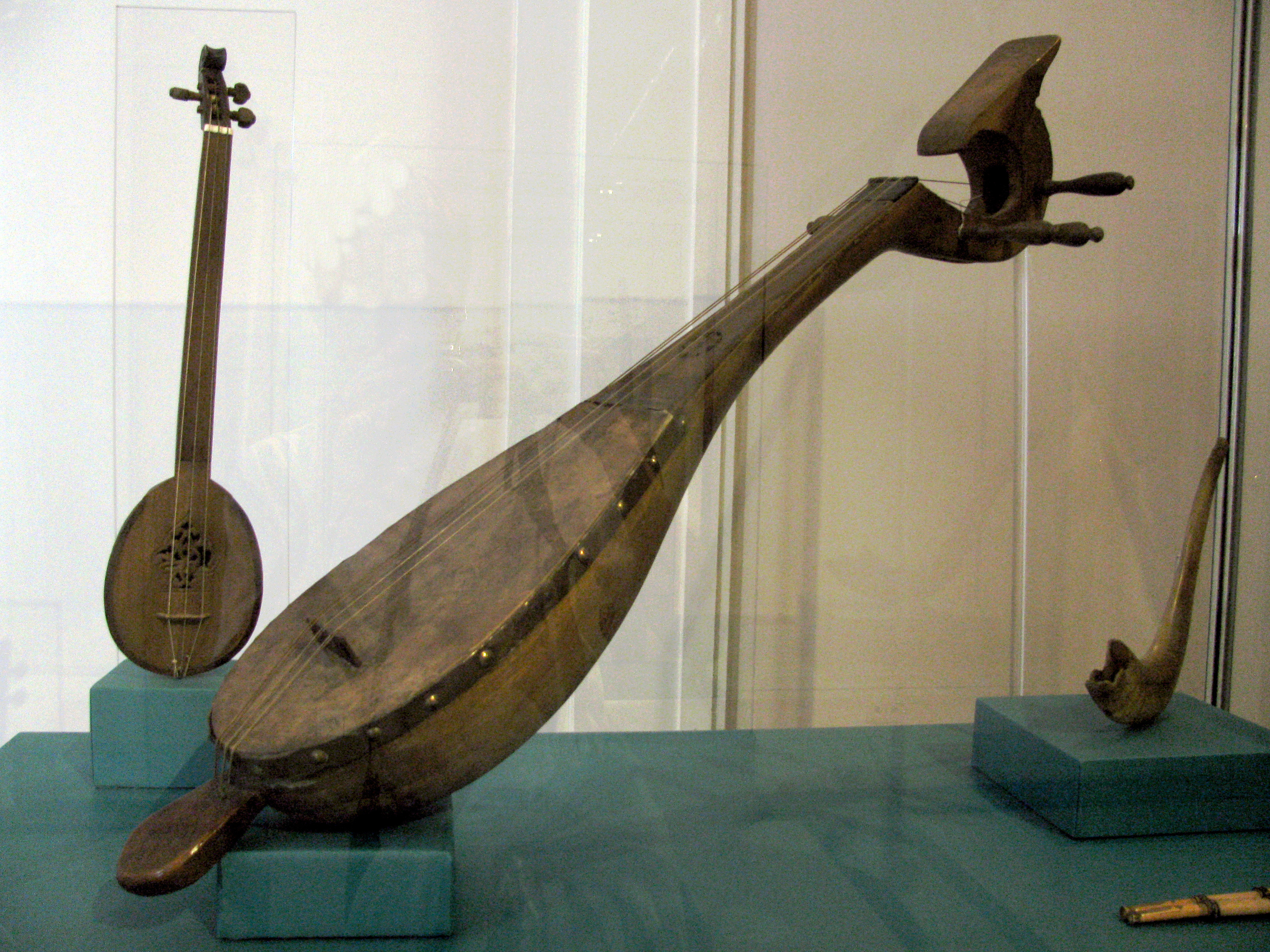
قنبوس

الطربي ويسمى أحياناً باسم القُنْبُوس، هو عود قصير الزند نشأ في اليمن وينتشر في جميع أنحاء شبه الجزيرة العربية. يتكون من أربعة أوتار، ثلاثة منها مزدوجة وهي من الأسفل للأعلى الوتر الأول والوتر الثاني والوتر الثالث أما الوتر الرابع فهو مفرد. وتصنع الأوتار الثلاثة المزدوجة من النايلون أما الوتر الرابع فيكون عادة من الحرير المغطى بالمعدن أو ما يسمى باللهجة المحلية (الجر). يتم العزف على الأوتار باستخدام ريشة خاصة مصنوعة من ريش النسر ويتم العقف على الأوتار بالريشة لتوليد الصوت مثل العود الشرقي. يتم صناعة القنبوس أو الطربي من قطعة واحدة من الخشب ويفضل استخدام خشب المشمش أو الطنب المتوفر محلياً ثم ينحت يدوياً وتسمية أجزاؤه: «الذيل» وهو الجزء الذي ترتبط به الأوتار، «البطن (القصعة)» والذي يغطى بقطعة من الجلد الطبيعي، «الصدر والرقبة (العنق)» التي تثبت فيها المفاتيح أو الأصابع. تراجعت شعبيته في بدايات القرن العشرين أثناء حكم يحيى حميد الدين. بحلول القرن الحادي والعشرين قل استخدام القنبوس بالعود كأداة وترية في منطقة الشرق الأوسط. يفترض باحث اسمه Sachs بأن تسميته تعود إلى اسم العود التركي كوموز مع أنه أقرب في الشكل إلى العود. لا زال استخدام القنبوس موجوداً عند بعض العازفين اليمنيين.
شهدت اليمن مجموعة من الهجرات التي أدت إلى انتشار الأدوات الموسيقية على دول المحيط الهندي. مسلمو جنوب شرق آسيا (خاصة اندونيسيا وماليزيا وبروناي) يدعونه قامبوس الذي أثرى الموسيقى في تلك المنطقة. اليوم يعزف في جوهر جنوب ماليزيا أثناء الرقص التقليدي زابين. في جزر القمر معروف باسم غابوسي بينما يدعى في زنجبار غابوس.